# حمراوية خصيبة قطبية جنوبية
حمراوية خصيبة قطبية جنوبية (الاسم العلمي: Rhodoferax antarcticus) هي نوع من البكتيريا، سلبية الغرام، تتبع جنس الحمراوات خصيبة.